# 黃麗松
黃麗松，CBE，JP（1920年9月1日—2015年4月8日），祖籍廣東揭阳榕城區漁湖鎮塘埔村，華人化學家，專長為自由基化學。1972年至1986年間任香港大學校長。

## 生平

### 早年生活
黃麗松的父親黃映然為香港民生書院創辦人，由小學至中學皆就讀於該校。黃麗松3歲時隨父親到香港生活，1926年至1938年間就讀民生書院小學及民生書院。他在1937年原本要到上海聖約翰大學念書，但因日本發動蘆溝橋事變而沒有起行；1938年考獲獎學金入讀香港大學，主修化學，舍堂屬聖約翰堂（今聖約翰學院前身），在校時活躍於學生活動，尤精於演奏小提琴，1942年完成大學課程。
1941年日軍侵港，黃麗松曾短暫參加英軍輔助隊，負責偵察化學武器。

### 學術生涯

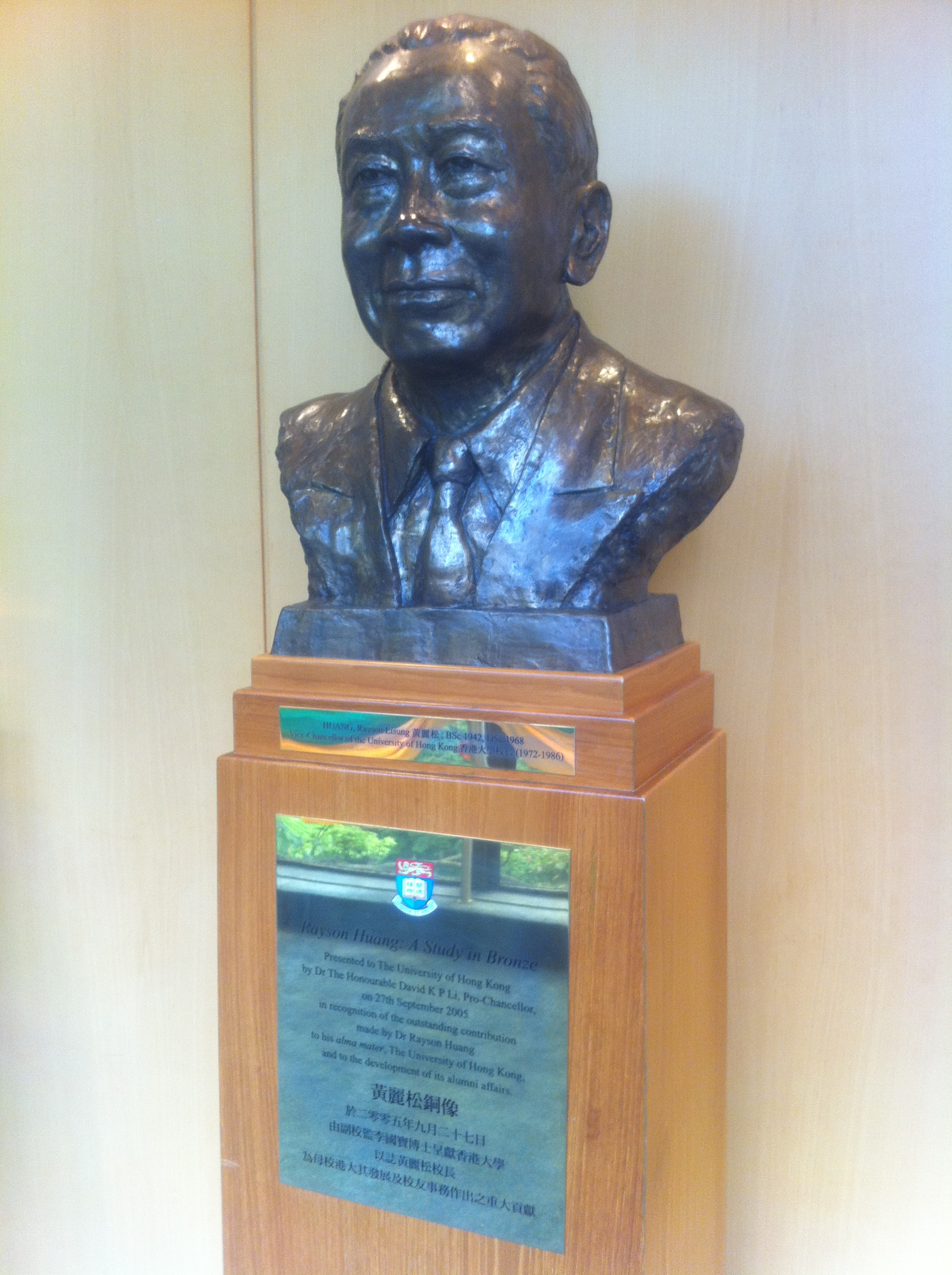
黃麗松像

1942年，香港淪陷前夕港大頒授戰時學位，其後港大旋即停辦，黃麗松輾轉抵達內地，在廣西大學當化學系助教。香港重光後於1945年得到獎學金，到英國牛津大學化學研究所念書，三年後獲得化學博士學位，其後1948年負笈芝加哥大學進行博士後研究。於芝加哥期間結識其妻李威女士，不久共偕連理。
1951年起，黃麗松任教於新加坡馬來亞大學化學系，1959年轉職吉隆坡馬來亞大學，先後任化學系教授、理學院院長（1962年至1965年）及署理副校長（1965年至1966年）。1969年轉任新加坡南洋大學校長。1972年被推徵成為香港大學第一位華人校長，其間與學生關係良好，曾平息英女皇訪港學生會示威風波。此外他曾任基本法起草委員會委員等多項公職，1975年獲委任為太平紳士，1976年獲頒授司令勳章。

### 退休生活
1994年退休，黃麗松與其妻隨兒子赴英國定居，並定期返港。1999年前後，黃麗松、李威伉儷回港時，其妻李威患有老人痴呆症，於港大校園走失，遍尋不獲，數月後方於港大後山發現其遺體，疑因一時失足墮山失救至死。黃麗松為了記念其愛妻，特設立「黃李威基金」，並撰有回憶錄《風雨絃歌—黃麗松回憶錄》，將其收益撥作基金用途。
黃麗松其他嗜好包括學習製作小提琴，生前依然定期返港。目前港大有黃麗松講堂以他命名，馬來西亞則以其化學方面的貢獻設立了「黃麗松基金」。

### 逝世
2015年4月8日，黃麗松在英國伯明翰逝世
，享年94歲。